# 日焼け
日焼け（ひやけ）は、紫外線を皮膚に浴びることにより、皮膚が赤く炎症を起こす急性症状（サンバーン sunburn）と、人体の色素のメラニンが皮膚表面に色素沈着すること（サンタン sun tanning）である。サンバーンでは日焼けから2-6時間後には赤くなり次第に痛みを増し、しばしば後日に皮剥けを起こすが、サンタンは数日後に見られやや遅い。日焼けの影響として皮膚がんが知られる。
雪の照り返しなどで発生した日焼けは雪焼けと呼ばれる。
日焼けの治療には、日焼けが軽度であれば、保湿したり、冷やしたり、脱水に注意して水分補給を行う。日焼けの防止には、日傘や帽子、衣類を用い、露出部位に日焼け止めを使う。

## 日焼けの発生と紫外線
日焼けは、日光（や紫外線人工灯）への過剰な暴露の結果として発生し、人体の色素であるメラニンの保護能力を超えている時に起こる。紫外線の強い時間帯、地理的な高度、水、雪、砂による下からの反射は強い日焼けを起こす条件ともなる。
メラニンの量には個人差があるが、一般により浅黒い肌の人々は色白の人より多くのメラニンを持っており、前者は日焼けしにくい。
紫外線はその波長によってUVA（長波長紫外線）、UVB（中波長紫外線）、およびUVC（短波長紫外線）に分けられる。地球の大気中のオゾンを透過する間にUVCは大気によって完全に減衰するが、15分未満で日焼けが生じる程度のUVAとUVBは十分に残っている。
近年、クロロフルオロカーボン（CFC、フロンの一種）によるオゾン層の破壊によって、世界的に、特に南半球において紫外線が増大しており、オゾン層破壊と周期的なオゾンホールの発生が紫外線を危険なほどに高いレベルまで透過してしまっていることが懸念されている。
以前はUVBのみが皮膚ガンの原因となると考えられていたが、UVAとUVB両方が皮膚ガンを誘発する。
一部の薬は日焼けのリスクを増加させる。テトラサイクリン系などの抗生物質、抗てんかん薬や抗精神病薬及び避妊薬は副作用に光線過敏があり日焼けのリスクを増大させる。抗がん剤では種類によって黒っぽい日焼けを起こすことがある

## 症状

### 種類
日焼け現象には2種類ある。紫外線にあたった直後には発症せず、2～6時間後皮膚が赤くなり、痛みは6～48時間の後に最もひどくなるサンバーン（sunburn）と、24～72時間の間、色素沈着が進行するサンタン（suntan）である。日焼けが起こった3～8日後に、皮膚が剥離し始める。

#### サンバーン

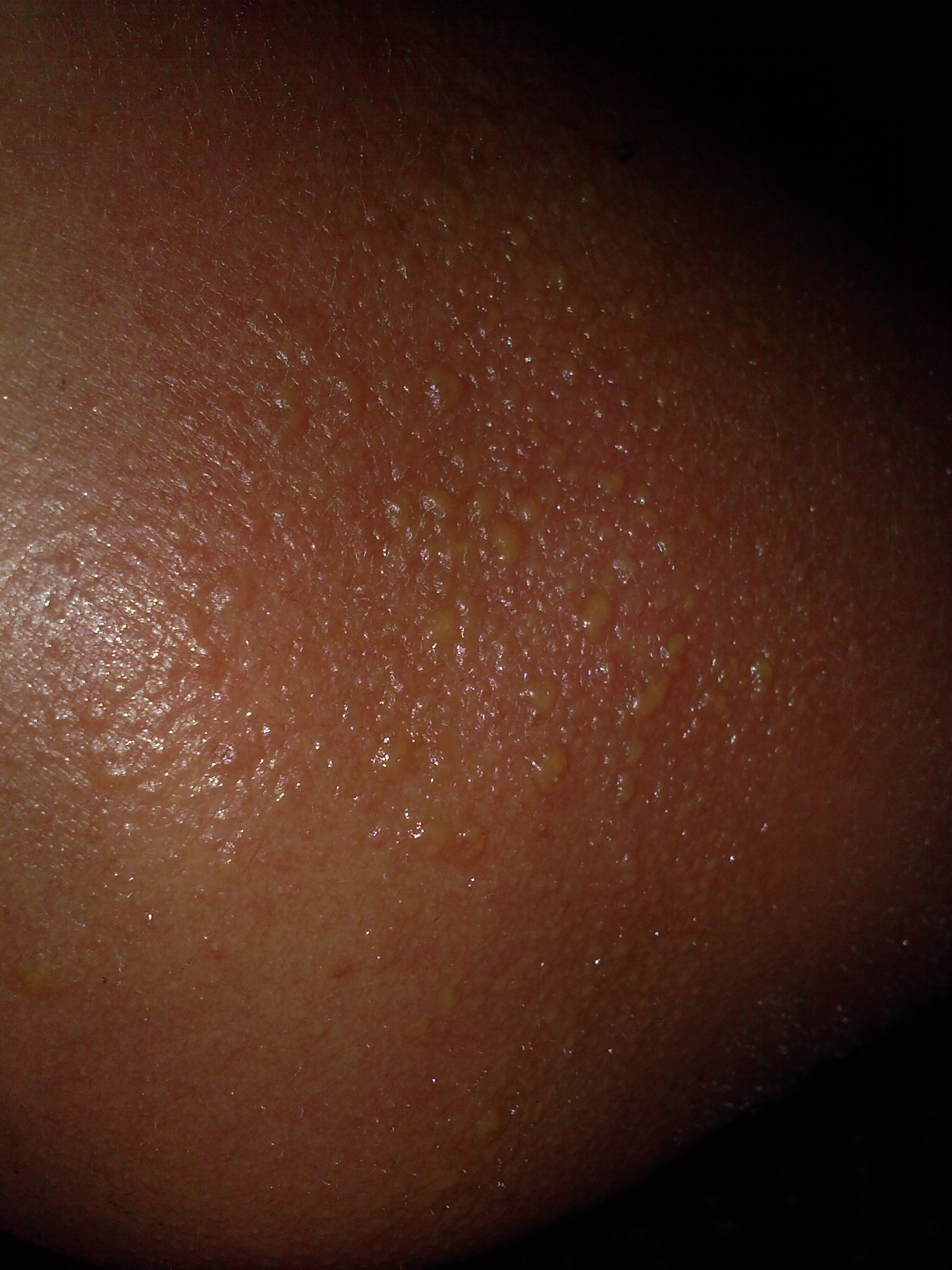
日焼けによる水泡

サンバーンは紫外線UVBが表皮を透過し、真皮乳頭体まで達した結果、直接的DNA損傷が主因となり乳頭体内の毛細血管が炎症反応として充血を起こし、皮膚の色が赤くなった状態を指す。その際、紫外線量がメラニン色素の防御反応を超えていると、細胞組織が傷を受け、炎症の情報伝達物質である多様な炎症メディエータやサイトカインが産生 され発熱や水泡、痛みが起きる。医学的にはこれを日光皮膚炎という。

#### サンタン
サンタンは紫外線UVAがメラノサイトに働きかけ、メラニン色素の生成を促す。メラニン色素を多く含んだ表皮細胞が基底層から角質層に達するまで新陳代謝による時間のズレがある為、紫外線を浴びてからしばらく後で皮膚が浅黒く変色するのはこのためである。UVAは発赤や炎症を伴う事はないが、真皮の深部まで到達しシワ、タルミの原因になる。

### 熱傷

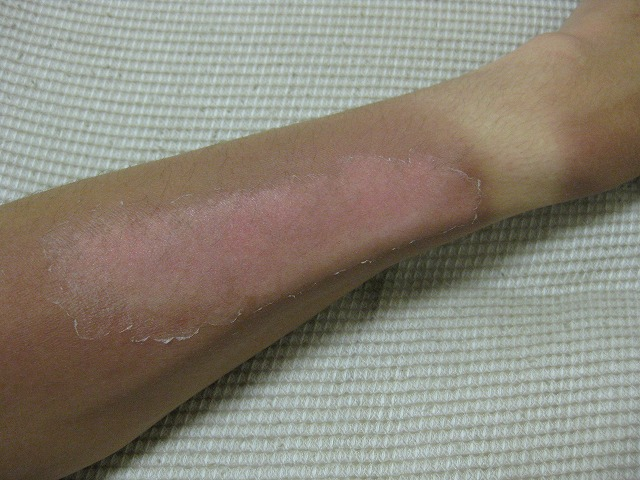
日焼けにより表皮が剥離しかかっている状態。 日焼けした部分と、そうでない部分の皮膚の色が大きく違っている。

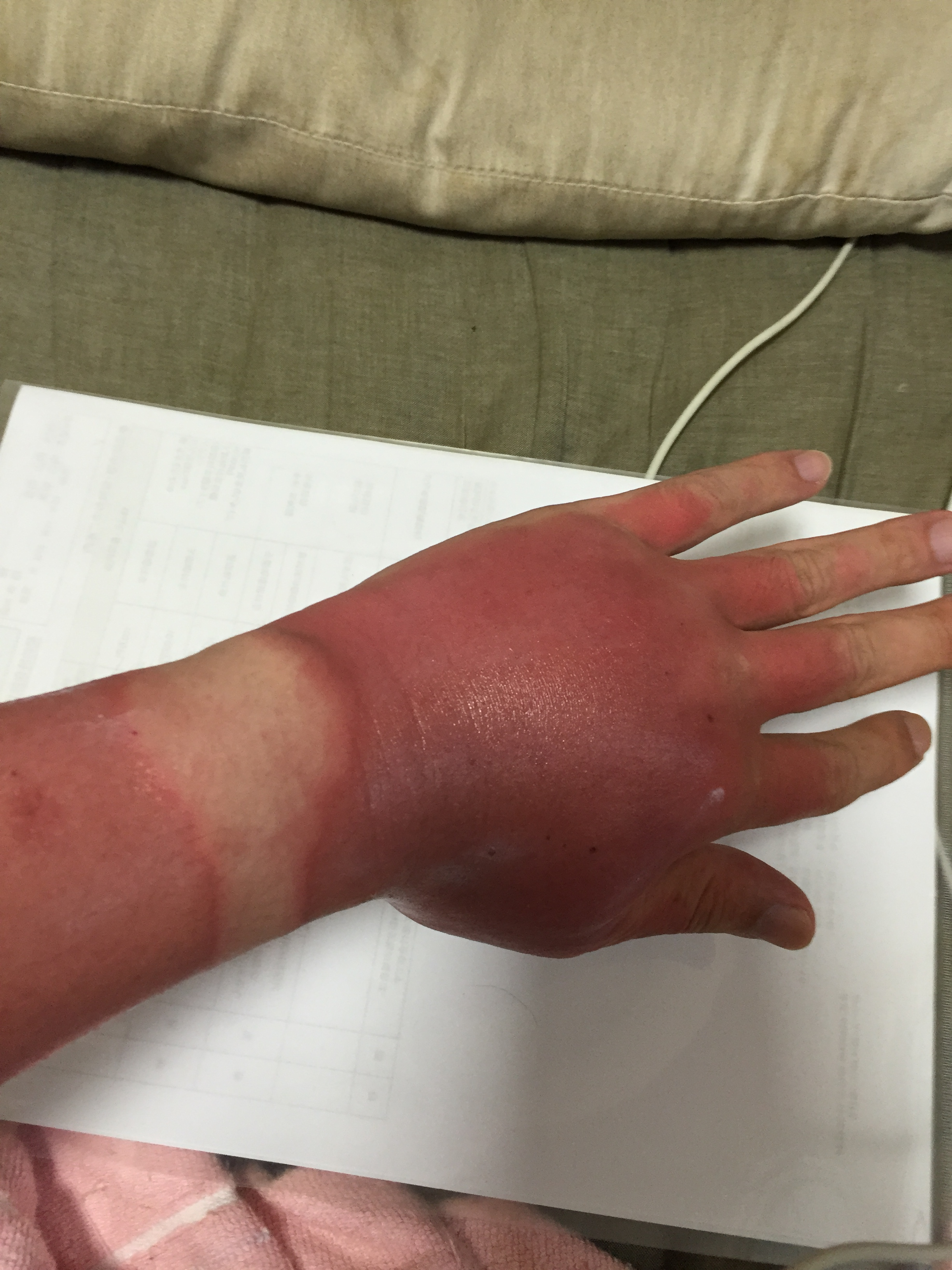
日焼けによる浅達性Ⅱ度熱傷の初期症状、日焼けした部分が赤く大きく腫れ上がっている。

日焼けは熱傷の深度I度またはII度の熱傷である。多くは赤くなるだけのI度の熱傷であり問題なく治る。強く日焼けした場合、水膨れとなりII度の熱傷となることもある。障害部位において痛痒感、浮腫、赤変、皮膚剥離、発疹、強い灼熱感といった症状を引き起こし、その他全身症状として吐き気及び発熱と言った症状を呈する。一般に熱傷面積が広いため、熱傷深度の割には症状が重篤なものとなり、極端な日焼けでは、身体は衰弱し、入院を必要とする場合もある。

## 治療
アメリカ熱傷協会では以下のような治療が紹介されている。香料やエタノールを含まないもので日焼けの部位を保湿し、石鹸で過剰に洗わない。脱水に注意し、飲酒やカフェインを避ける。1日に数度冷たいシャワーや湿布を使い、体温の低下のしすぎにも注意する。アセトアミノフェン (NSAIDs) といった鎮痛剤を使用でき、子供にはアスピリン (NSAIDs) は使わない。複数の水疱、感染の兆候がある水疱の濁りでは医師に相談する。
メルクマニュアルによれば、軽度の場合は冷水湿布や保湿剤も効果があるものの、皮膚に刺激を与える恐れがある麻酔薬や香料が含まれていないものを選択する。
日本の研究者によれば、重度の場合の第一選択はステロイド外用薬であるが、効果は極めて限定的とされている。炎症の沈静化と疼痛の緩和には非ステロイド系抗炎症薬 (NSAIDs) が有効である。なお、ステロイドの全身投与の有効性には疑問を呈する見解がある。

## 日焼けによるリスク
日焼けの危険性として皮膚がんのリスク増加が指摘される。紫外線が直接DNAを損傷することが原因となる。通常、この損傷はほとんどが修復される。しかし、色素性乾皮症のように修復機能が欠損するケースでは、紫外線暴露による皮膚ガンが極めて起こりやすいことが知られている。また、日焼けは稀に全身性エリテマトーデス発症のきっかけになるともされている。

2004年における10万人毎の皮膚がんによる死亡者数（年齢標準化済み）
no data
0.7以下
0.7-1.4
1.4-2.1
2.1-2.8
2.8-3.5
3.5-4.2
4.2-4.9
4.9-5.6
5.6-6.3
6.3-7
7-7.7
7.7以上

かつては欧米諸国において、日焼けは、個人の太陽に対する防御機構を増進するものとして望ましいものと捉えられていた。北ヨーロッパのような高緯度地域では、乳幼児の間でビタミンD不足によるくる病が発生することがあった。現在では白人の間でくる病の発生は稀になっている。肌の色の濃いインド系やアフリカ系の人々がイギリスなどの高緯度地域に移住した場合、ビタミンD欠乏症を発症することが多く、イギリスでは南アジアやアフリカ系の移民の子供達の間で、くる病の多発が問題となっている。
近年、医学的に日焼けによってシミ、そばかすを増やし、皮膚を老化させ、皮膚癌や白内障を発症、誘発し皮膚の免疫力までも低下させると言われるようになった。ファッションとして日焼けする場合にも日焼け止めの使用を推奨している。
なおヒトにおいては、日焼け止めクリームを使わない場合、午前10時から午後3時の日光を少なくとも週に2回、5分から30分の間、顔、手足、背中に浴びることで十分な量のビタミンDが体内で生合成される（夏では10-20分で十分だが、冬の場合、北海道では139分、茨城県では41分が必要になる）。

### 皮膚癌（がん）発生リスク
紫外線を受けること（天然、人工、問わず）が皮膚を老化させたり皮膚癌や白内障を発症、誘発すると指摘されている。

チミン二量体の生成によるDNA損傷。

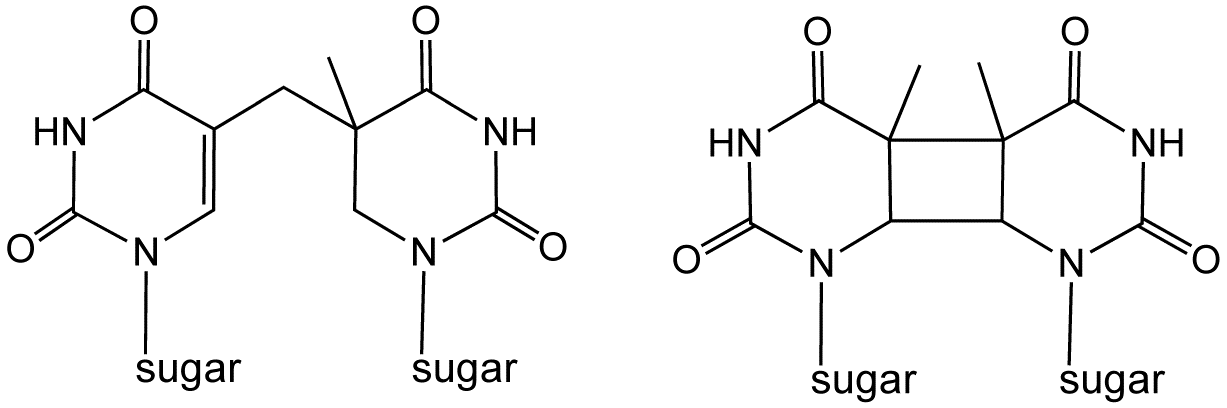
チミンの光二量体。左:胞子の光生成物。右:シクロブタンピリミジン二量体。

紫外線のうちのUVBは、皮膚がんを引き起こす。生物のDNAは吸収スペクトルが 250 nm 近辺に存在しており、紫外線が照射されると、皮膚等の細胞中のDNAを構成する分子は励起される。このDNA分子の励起は、DNA螺旋を構成する「はしご」を切り離し、隣接する塩基で、チミン-チミン、シトシン-シトシン等の二量体を形成する。これの二量体は、通常生成することはなく、DNA配列の混乱、複製の中断、ギャップの生成、複製のミスを発生させる。これは、がん等の突然変異を引き起こす。
紫外線による突然変異は、バクテリアにおいて簡単に観察される。これは、地球環境問題でオゾンホールやオゾン層の破壊が懸念される理由の1つである。
DNA分子の損傷は1日1細胞あたり最大50万回程度発生することが知られており、その原因は、正常な代謝活動に伴うもの（DNAポリメラーゼによるDNA複製ミス）と環境要因によるもの（紫外線など）がある。それぞれに対応し、DNA修復には定常的に働いているものと、環境要因などによって誘起されるものがある。
DNA修復速度の細胞の加齢に伴う低下や、環境要因のよるDNA分子の損傷増大によりDNA修復がDNA損傷の発生に追いつかなくなると、以下のいずれかの運命をたどることになる。
- 老化（細胞老化）と呼ばれる、不可逆な休眠状態に陥る
- アポトーシスあるいはプログラム細胞死と呼ばれる、細胞の自殺が起こる
- 癌化

なお、皮膚がんは、米国の全がん発生比率では、男性で5%、女性で4%を占めている。全がん死亡比率では、この割合はさらに低くなる。

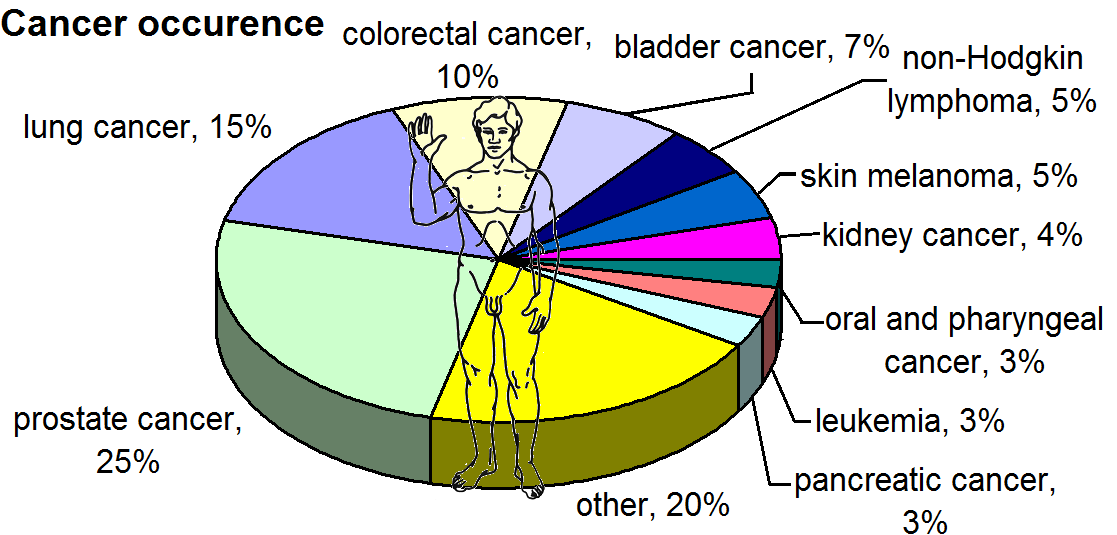
がん発生比率（男性、米国、2008）
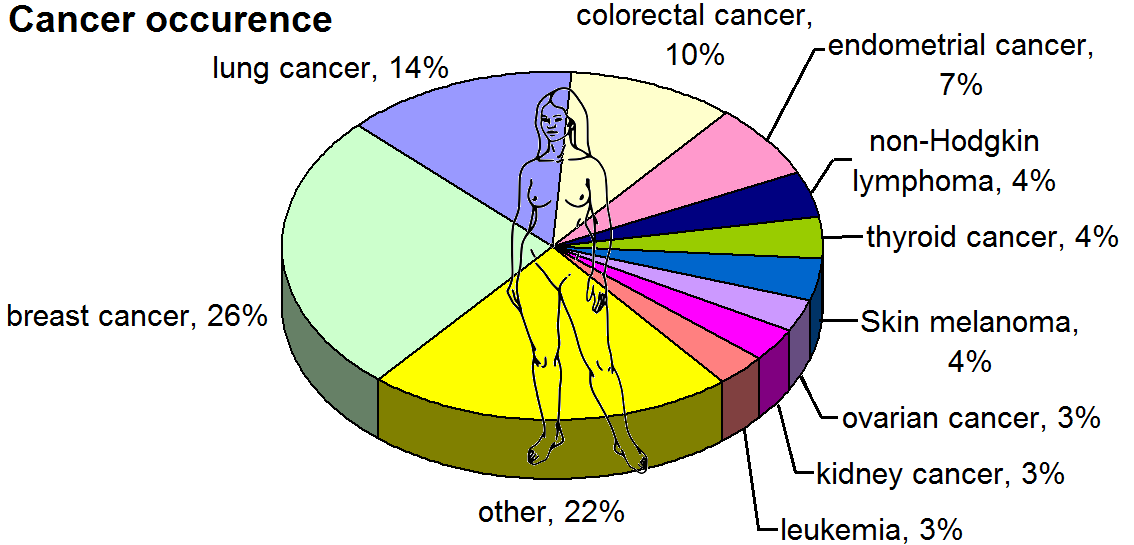
がん発生比率（女性、米国、2008）

### 依存症
太陽光には、リラックス効果や、気分を高揚させる神経伝達物質エンドルフィンの分泌を促すため、人は日焼けをすることによって快楽を得る。この快楽を味わいたいがために、日焼け依存症に陥る人がいる。研究者によると、これはヘロインの依存症に似ており、皮膚がんになっても日焼け用ベッドを使い続ける人や、友人や親から金を盗んで日焼けサロンに通う人などの実例もある。

## 日焼けの対策

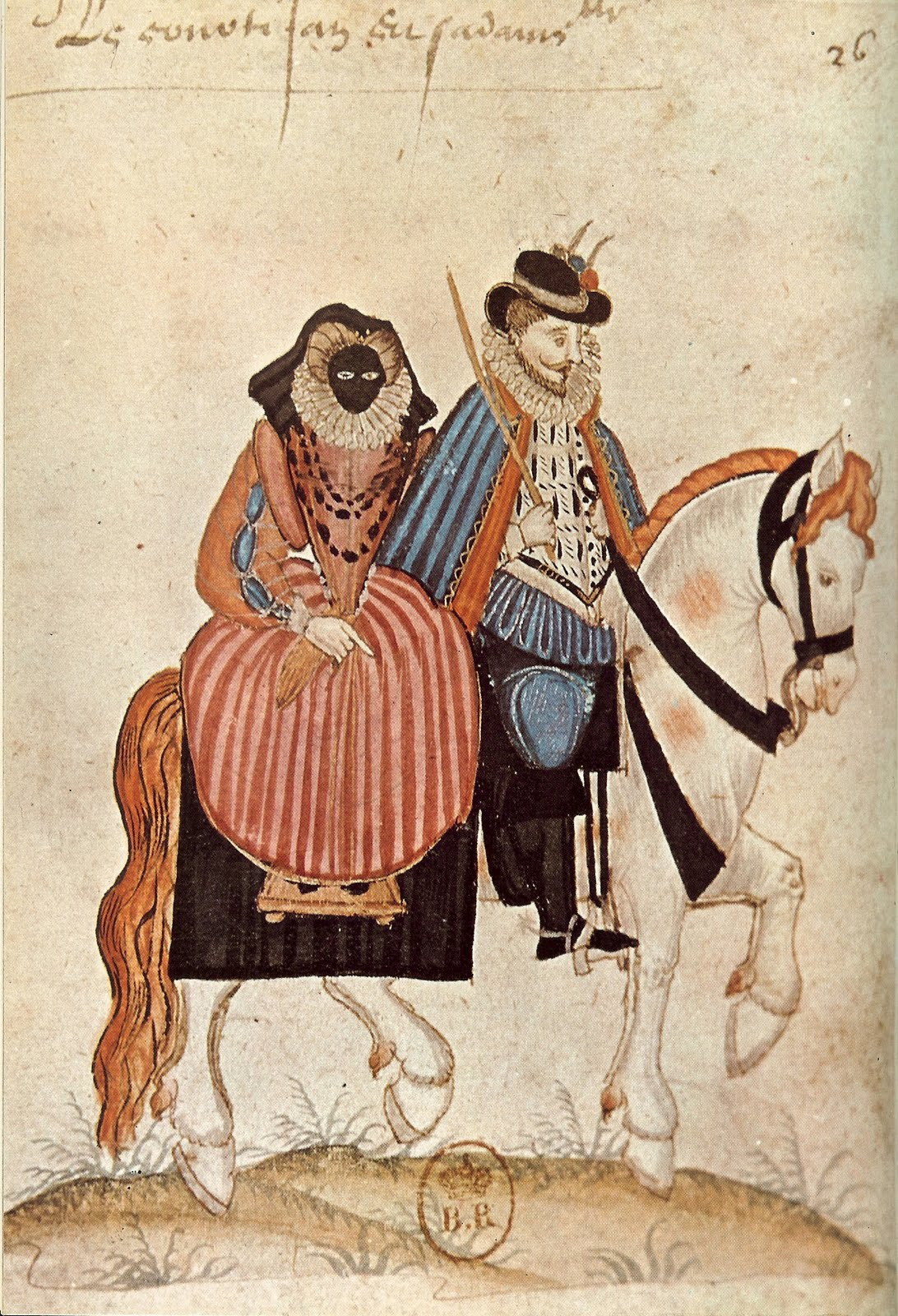
16世紀の日焼け防止用のマスクVisardを被ったフランスの女性。

紫外線にさらされると、表皮に色素沈着を助長する。しかし、どうしても小麦色に肌を焼きたい場合は、皮膚にダメージを与えないように注意する。肌に負担をかけない日焼けの方法としては、サンバーン（炎症）を決して起こさないことである。
日傘やビーチパラソルを使ったり、帽子（サンバイザー）や紫外線を通しにくい衣類（日焼け防止用の服）を着用し、露出部位については日焼け止めを使う。
太陽光下では最初にサンスクリーン剤（日焼け止め）をムラなく肌に塗付し、サンバーン（炎症）を起こすUVBをカットしながら段階的に焼いていく。海水浴などへ行った初日から長時間、太陽光下で焼くことは非常に危険である。個人差はあるが太陽光線に対しての抵抗力つまり、慣光性を超えて日焼けしてはならない。
サングラス、遮光器などで目を保護する。

### 日焼けの方法
1. 午前10時から午後2時までの太陽光線の強い時間帯を避ける。
2. 日光浴の時間は1日当たり合計で3時間を超えない。
3. 日焼け直後は肌が乾燥した状態なので、化粧水や乳液などで保湿を行う。
4. 赤みを感じる時は冷やしタオルなどでほてりを抑え、消炎ローション（カーマインローションなど）を塗る。

上記の作業を数日間のあいだ繰り返し、日数を経て、ある程度肌の色が褐色に変化したら、ようやくサンオイルに切り替える。つまりサンバーンを防ぎ、皮膚を急激な炎症から守ることで初めて、肌をムラなく黒く焼くことが可能になる。
日焼け止めをしない場合、日光に直接当たる場所と服などに覆われた場所とで焼け方が異なることになる。こういった跡を見ることにより、どれだけ日に焼けたかを日焼け後に確認することができる。通常、このような跡は服を着た場合に隠れてしまう部位なので日常生活では問題にはならない。しかしサングラスやスキーゴーグルなどを着けていて目の周りに跡ができた場合には、見た目上不恰好に見えることがある。

### 日焼けサロン使用の場合

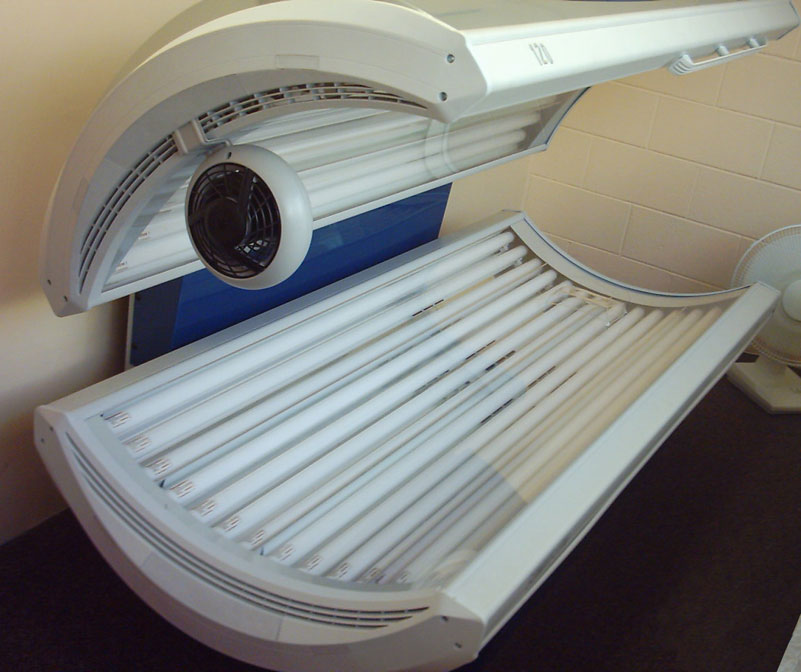
日焼けマシーン

ファッションとして、意図的に肌に紫外線を浴びせて黒くすることを商売とする日焼けサロンもある。紫外線には大きくA波・B波・C波と分かれる。この中のA波B波が大きく日焼けに作用する。B波比率が高い紫外線ランプを極力使わないのが、むらなく綺麗に焼くコツであり、必要以上のB波は黒くなるのとは無関係で不必要である。
国際がん研究機関が2009年に行った発表で、UVAにもUVBと同じように発がん性があることが確認された。
紫外線はUVA（長波長紫外線）は目を閉じていても、瞼を通過し、水晶体に悪影響があると考えられているため 海外の日焼けサロンでは、保護グラス（水泳 ゴーグルに形状が近い物）の着用が常識である。

### アフターケア
日焼け後に皮膚が浮き、めくれてくることがあるが無理には剥がさないようにする。自然に剥がれてきたら薬品やクリームなどで、皮膚の手入れを行う。日焼けの後のケアを継続することで、沈着しているメラニン色素は新陳代謝により垢（あか）となって剥がれ落ち、日焼けによるシミやソバカスは徐々に薄くなり、やがて消えることになる。
顔の皮膚を光損傷し、その程度が軽症から中等度の19人にランダム化比較試験を実施し、ビタミンCセラムの外用薬は偽薬よりも、シワ、たるみなどを改善した。

## 日焼けと人種

2004年における10万人毎の大腸がんによる死亡者数（年齢標準化済み）
データなし
2.5以下
2.5-5
5-7.5
7.5-10
10-12.5
12.5-15
15-17.5
17.5-20
20-22.5
22.5-25
25-27.5
27.5以上

基本的に有色人種と白人では先述のダメージを受ける度合いが大きく異なり、黒人よりは中東系、中東系よりは東アジア系、東アジア系よりは欧州系の白人が大きく影響を受ける。しかしながら白人はそのダメージが最も大きいにもかかわらず、文化的に日焼けした肌から裕福な印象を受けるために日焼けを好み、日焼けサロンに通ったりビーチで日焼けする姿が多々見られる。
13カ国の400万人以上のがん患者のデータを用いた2006年の研究では、日照の少ない国での特定のがんのリスクの顕著な増加が示され、その他の関連研究でもビタミンD濃度とがんの間の相関関係が示されている。この著者は、毎日 1,000IU (25μg) のビタミンDの追加摂取はヒトの大腸癌のリスクを50%減少させ、乳がんと卵巣がんのリスクを30%減少させると示唆している。さらに、日照不足であると、くる病や冬型の季節性情動障害に罹患するリスクが高まる。これらの日照不足によると思われる疾患を避け、健康を維持するために、高緯度に居住する白人は日光浴を好む傾向にあると考えられる。
日本でも20世紀に日焼けブームがあったが、その後紫外線の害が指摘されるなどして廃れた。詳しくは美白を参照。